# Pierre-Joseph-Olivier Chauveau
Pierre-Joseph-Olivier Chauveau (Ciudad de Quebec, 30 de mayo de 1820 - íbid, 4 de abril de 1890) fue un político quebequés. Primer ministro de Quebec después de la formación de la Confederación Canadiense de 1867.
- Datos: Q660646
- Multimedia: Pierre-Joseph-Olivier Chauveau / Q660646